# کریس کلیو
کریس کلیو (انگلیسی: Chris Cleave؛ زادهٔ ۱۹۷۳ (۵۱–۵۲ سال)) یک نویسنده، روزنامه‌نگار، و رمان‌نویس اهل بریتانیا است. وی در ۱۴ ماه مه در لندن متولد شد.
آتش‌افروز، عنوان نخستین رمانی بود که او در ژوئیه ۲۰۰۵ میلادی نگاشت. این رمان در سال ۲۰۰۶ جایزه ادبی سامرست موم را از آن خود کرد. در سال ۲۰۰۸ میلای او دومین رمان خود را با عنوان آن دست دیگر منتشر کرد.
کریس کلیو از سال ۲۰۰۸ تا ۲۰۱۰ یکی از ستون‌نگاران روزنامه گاردین بود.

## رمان
- ۲۰۰۵: آتش‌افروز
- ۲۰۰۸: آن دست دیگر
- ۲۰۱۲: طلا

## رمان کوتاه
- وقت خموش
- آب تازه
- صدف خوراکی